# پیسک (ناحیه فریدک-میستک)
پیسک (به چکی: Písek) یک منطقهٔ مسکونی در جمهوری چک است که در ناحیه فریدک-میستک واقع شده‌است. پیسک ۱۵٫۴۵ کیلومتر مربع مساحت و ۱٬۷۷۹ نفر جمعیت دارد و ۴۲۰ متر بالاتر از سطح دریا واقع شده‌است.